# Kuurne-Brussel·les-Kuurne 2021
La Kuurne-Brussel·les-Kuurne 2021 va ser la 73a edició de la Kuurne-Brussel·les-Kuurne. Es disputà el 28 de febrer de 2021 sobre un recorregut de 197 km amb sortida i arribada a Kuurne.
El vencedor final fou el danès Mads Pedersen (Trek-Segafredo) que s'imposà a l'esprint a Anthony Turgis (Total Direct Énergie) i Tom Pidcock (Ineos Grenadiers), segon i tercer respectivament. La cursa va estar marcada per l'atac de Mathieu van der Poel a 83 quilòmetres, al qual se sumarien Jhonatan Narváez, Artiom Zakharov, Patrick Gamper i Jonas Iversby, els quals foren neutralitzats a poc menys de dos quilòmetres per l'arribada.

## Equips
L'organització convidà a 25 equips a prendre part en aquesta cursa, 17 WorldTeams i 8 ProTeams:
| WorldTeams (17)- AG2R Citroën Team - Astana-Premier Tech - Bora-Hansgrohe - Bahrain Victorious - Team BikeExchange - Cofidis - Team DSM - Deceuninck-Quick Step - EF Education-Nippo - Groupama-FDJ - Ineos Grenadiers - Intermarché-Wanty-Gobert Matériaux - Israel Start-Up Nation - Lotto Soudal - Qhubeka Assos - Trek-Segafredo - UAE Team Emirates ProTeams (8)- Alpecin-Fenix - Arkéa-Samsic - Bingoal-WB - Sport Vlaanderen-Baloise - B&B Hotels p/b KTM - Uno-X Pro Cycling Team - Vini Zabù - Total Direct Énergie |
| |

## Classificació final
| \| Classificació general \| Classificació general \| Classificació general \| Classificació general \| Classificació general \| \| Corredor \| Corredor \| Equip \| Temps \| \| \| --------------------- \| --------------------- \| ---------------------- \| --------------------- \| --------------------- \| \| 1r \| Mads Pedersen \| Trek-Segafredo \| 4h 37' 04" \| \| \| 2n \| Anthony Turgis \| Total Direct Énergie \| + 0" \| \| \| 3r \| Thomas Pidcock \| Ineos Grenadiers \| + 0" \| \| \| 4t \| Matteo Trentin \| UAE Team Emirates \| + 0" \| \| \| 5è \| Jenthe Biermans \| Israel Start-Up Nation \| + 0" \| \| \| 6è \| Sonny Colbrelli \| Bahrain Victorious \| + 0" \| \| \| 7è \| Nils Politt \| Bora-Hansgrohe \| + 0" \| \| \| 8è \| Greg Van Avermaet \| AG2R Citroën Team \| + 0" \| \| \| 9è \| Bert Van Lerberghe \| Deceuninck-Quick Step \| + 0" \| \| \| 10è \| Erik Nordsæter Resell \| Uno-X Pro Cycling Team \| + 0" \| \| |                       |                        |            |
| |                       |                        |            |
| Font: ProCyclingStats |                       |                        |            |
| Classificació general |                       |                        |            |
| Corredor | Corredor              | Equip                  | Temps      |
| 1r | Mads Pedersen         | Trek-Segafredo         | 4h 37' 04" |
| 2n | Anthony Turgis        | Total Direct Énergie   | + 0"       |
| 3r | Thomas Pidcock        | Ineos Grenadiers       | + 0"       |
| 4t | Matteo Trentin        | UAE Team Emirates      | + 0"       |
| 5è | Jenthe Biermans       | Israel Start-Up Nation | + 0"       |
| 6è | Sonny Colbrelli       | Bahrain Victorious     | + 0"       |
| 7è | Nils Politt           | Bora-Hansgrohe         | + 0"       |
| 8è | Greg Van Avermaet     | AG2R Citroën Team      | + 0"       |
| 9è | Bert Van Lerberghe    | Deceuninck-Quick Step  | + 0"       |
| 10è | Erik Nordsæter Resell | Uno-X Pro Cycling Team | + 0"       |

## Llista de participants
| Deceuninck-Quick Step DQT | Deceuninck-Quick Step DQT   | Deceuninck-Quick Step DQT |
| ------------------------- | --------------------------- | ------------------------- |
| Núm                       | Ciclista                    | Pos                       |
| 1                         | Kasper Asgreen (DEN) (ruta) | 34è                       |
| 2                         | Álvaro Hodeg Chagui (COL)   | 97è                       |
| 3                         | Stijn Steels (BEL)          | 54è                       |
| 4                         | Yves Lampaert (BEL)         | 67è                       |
| 5                         | Jannik Steimle (GER)        | 56è                       |
| 6                         | Zdeněk Štybar (CZE)         | 98è                       |
| 7                         | Bert Van Lerberghe (BEL)    | 9è                        |

| Trek-Segafredo TFS | Trek-Segafredo TFS   | Trek-Segafredo TFS |
| ------------------ | -------------------- | ------------------ |
| Núm                | Ciclista             | Pos                |
| 11                 | Jasper Stuyven (BEL) | 22è                |
| 12                 | Mads Pedersen (DEN)  | 1r                 |
| 13                 | Alex Kirsch (LUX)    | DNF                |
| 14                 | Jakob Egholm (DEN)   | DNF                |
| 16                 | Edward Theuns (BEL)  | 71è                |
| 17                 | Ryan Mullen (IRL)    | DNF                |

| AG2R Citroën Team ACT | AG2R Citroën Team ACT   | AG2R Citroën Team ACT |
| --------------------- | ----------------------- | --------------------- |
| Núm                   | Ciclista                | Pos                   |
| 21                    | Greg Van Avermaet (BEL) | 8è                    |
| 22                    | Oliver Naesen (BEL)     | 16è                   |
| 23                    | Julien Duval (FRA)      | DNF                   |
| 24                    | Lawrence Naesen (BEL)   | DNF                   |
| 25                    | Marc Sarreau (FRA)      | DNF                   |
| 26                    | Anthony Jullien (FRA)   | 72è                   |
| 27                    | Gijs Van Hoecke (BEL)   | 92è                   |

| Bora-Hansgrohe BOH | Bora-Hansgrohe BOH      | Bora-Hansgrohe BOH |
| ------------------ | ----------------------- | ------------------ |
| Núm                | Ciclista                | Pos                |
| 31                 | Maciej Bodnar (POL)     | 31è                |
| 32                 | Ide Schelling (NED)     | 11è                |
| 33                 | Patrick Gamper (AUT)    | 33è                |
| 34                 | Jordi Meeus (BEL)       | 81è                |
| 35                 | Daniel Oss (ITA)        | 65è                |
| 36                 | Lukas Pöstlberger (AUT) | 106è               |
| 37                 | Nils Politt (GER)       | 7è                 |

| Ineos Grenadiers IGD | Ineos Grenadiers IGD         | Ineos Grenadiers IGD |
| -------------------- | ---------------------------- | -------------------- |
| Núm                  | Ciclista                     | Pos                  |
| 41                   | Leonardo Basso (ITA)         | DNF                  |
| 42                   | Owain Doull (GBR)            | 86è                  |
| 43                   | Ethan Hayter (GBR)           | DNF                  |
| 44                   | Gianni Moscon (ITA)          | DNF                  |
| 45                   | Jhonatan Narváez Prado (ECU) | 29è                  |
| 46                   | Thomas Pidcock (GBR)         | 3r                   |
| 47                   | Michał Gołaś (POL)           | DNF                  |

| Lotto-Soudal LTS | Lotto-Soudal LTS         | Lotto-Soudal LTS |
| ---------------- | ------------------------ | ---------------- |
| Núm              | Ciclista                 | Pos              |
| 51               | John Degenkolb (GER)     | 17è              |
| 52               | Tim Wellens (BEL)        | 74è              |
| 53               | Florian Vermeersch (BEL) | DNF              |
| 54               | Frederik Frison (BEL)    | 25è              |
| 55               | Gerben Thijssen (BEL)    | DNF              |
| 56               | Andreas Kron (DEN)       | DNF              |
| 57               | Stefano Oldani (ITA)     | DNF              |

| Israel Start-Up Nation ISN | Israel Start-Up Nation ISN | Israel Start-Up Nation ISN |
| -------------------------- | -------------------------- | -------------------------- |
| Núm                        | Ciclista                   | Pos                        |
| 61                         | Rudy Barbier (FRA)         | 42è                        |
| 62                         | Jenthe Biermans (BEL)      | 5è                         |
| 63                         | Guillaume Boivin (CAN)     | 63è                        |
| 64                         | Sep Vanmarcke (BEL)        | DNF                        |
| 65                         | Hugo Hofstetter (FRA)      | 60è                        |
| 66                         | Mads Würtz Schmidt (DEN)   | DNF                        |
| 67                         | Tom Van Asbroeck (BEL)     | 49è                        |

| Groupama-FDJ GFC | Groupama-FDJ GFC           | Groupama-FDJ GFC |
| ---------------- | -------------------------- | ---------------- |
| Núm              | Ciclista                   | Pos              |
| 71               | Arnaud Démare (FRA) (ruta) | 37è              |
| 72               | Kevin Geniets (LUX) (ruta) | 90è              |
| 73               | Stefan Küng (SUI) (ruta)   | 20è              |
| 74               | Miles Scotson (AUS)        | 77è              |
| 75               | Fabian Lienhard (SUI)      | 111è             |
| 76               | Tobias Ludvigsson (SWE)    | DNF              |
| 77               | Ramon Sinkeldam (NED)      | 55è              |

| UAE Team Emirates UAD | UAE Team Emirates UAD          | UAE Team Emirates UAD |
| --------------------- | ------------------------------ | --------------------- |
| Núm                   | Ciclista                       | Pos                   |
| 81                    | Alexander Kristoff (NOR)       | 40è                   |
| 82                    | Sven Erik Bystrøm (NOR) (ruta) | 105è                  |
| 83                    | Ryan Gibbons (RSA) (ruta)      | 83è                   |
| 84                    | Marco Marcato (ITA)            | 95è                   |
| 85                    | Vegard Stake Laengen (NOR)     | 61è                   |
| 86                    | Oliviero Troia (ITA)           | DNF                   |
| 87                    | Matteo Trentin (ITA)           | 4t                    |

| EF Education-Nippo EFN | EF Education-Nippo EFN    | EF Education-Nippo EFN |
| ---------------------- | ------------------------- | ---------------------- |
| Núm                    | Ciclista                  | Pos                    |
| 91                     | Moreno Hofland (NED)      | DNF                    |
| 92                     | Jens Keukeleire (BEL)     | 53è                    |
| 93                     | Sebastian Langeveld (NED) | 68è                    |
| 94                     | Jonas Rutsch (GER)        | DNF                    |
| 95                     | Thomas Scully (NZL)       | DNF                    |
| 96                     | Mitchell Docker (AUS)     | DNF                    |
| 97                     | Julius van den Berg (NED) | 109è                   |

| Intermarché-Wanty-Gobert Matériaux IWG | Intermarché-Wanty-Gobert Matériaux IWG | Intermarché-Wanty-Gobert Matériaux IWG |
| -------------------------------------- | -------------------------------------- | -------------------------------------- |
| Núm                                    | Ciclista                               | Pos                                    |
| 101                                    | Ludwig De Winter (BEL)                 | 114è                                   |
| 102                                    | Tom Devriendt (BEL)                    | DNF                                    |
| 103                                    | Taco van der Hoorn (NED)               | 69è                                    |
| 104                                    | Andrea Pasqualon (ITA)                 | 78è                                    |
| 105                                    | Boy van Poppel (NED)                   | DNF                                    |
| 106                                    | Danny van Poppel (NED)                 | 39è                                    |
| 107                                    | Pieter Vanspeybrouck (BEL)             | DNF                                    |

| Qhubeka Assos TQA | Qhubeka Assos TQA           | Qhubeka Assos TQA |
| ----------------- | --------------------------- | ----------------- |
| Núm               | Ciclista                    | Pos               |
| 111               | Sander Armée (BEL)          | 113è              |
| 112               | Victor Campenaerts (BEL)    | 66è               |
| 113               | Dimitri Claeys (BEL)        | 13è               |
| 114               | Michael Gogl (AUT)          | 27è               |
| 115               | Carlos Barbero Cuesta (ESP) | 45è               |
| 116               | Andreas Stokbro (DEN)       | 88è               |
| 117               | Łukasz Wiśniowski (POL)     | 23è               |

| Bahrain Victorious TBV | Bahrain Victorious TBV  | Bahrain Victorious TBV |
| ---------------------- | ----------------------- | ---------------------- |
| Núm                    | Ciclista                | Pos                    |
| 121                    | Sonny Colbrelli (ITA)   | 6è                     |
| 122                    | Mark Padun (UKR)        | 64è                    |
| 123                    | Marco Haller (AUT)      | 35è                    |
| 124                    | Heinrich Haussler (AUS) | 32è                    |
| 125                    | Marcel Sieberg (GER)    | DNF                    |
| 126                    | Dylan Teuns (BEL)       | 30è                    |
| 127                    | Stephen Williams (GBR)  | DNF                    |

| Cofidis COF | Cofidis COF               | Cofidis COF |
| ----------- | ------------------------- | ----------- |
| Núm         | Ciclista                  | Pos         |
| 131         | Christophe Laporte (FRA)  | DNF         |
| 132         | Piet Allegaert (BEL)      | 44è         |
| 133         | Tom Bohli (SUI)           | 100è        |
| 134         | Jean-Pierre Drucker (LUX) | 59è         |
| 135         | Szymon Sajnok (POL)       | DNF         |
| 136         | André Carvalho (POR)      | DNF         |
| 137         | Jelle Wallays (BEL)       | 73è         |

| Astana-Premier Tech APT | Astana-Premier Tech APT       | Astana-Premier Tech APT |
| ----------------------- | ----------------------------- | ----------------------- |
| Núm                     | Ciclista                      | Pos                     |
| 141                     | Alexander Aranburu Deba (ESP) | 50è                     |
| 142                     | Manuele Boaro (ITA)           | DNF                     |
| 143                     | Artiom Zakhàrov (KAZ)         | 26è                     |
| 144                     | Fabio Felline (ITA)           | 58è                     |
| 145                     | Gorka Izagirre Insausti (ESP) | 52è                     |
| 146                     | Davide Martinelli (ITA)       | DNF                     |
| 147                     | Benjamin Perry (CAN)          | 87è                     |

| BikeExchange BEX | BikeExchange BEX              | BikeExchange BEX |
| ---------------- | ----------------------------- | ---------------- |
| Núm              | Ciclista                      | Pos              |
| 151              | Luke Durbridge (AUS)          | 36è              |
| 152              | Alexander Edmondson (AUS)     | 79è              |
| 153              | Dion Smith (NZL)              | DNF              |
| 154              | Robert Stannard (AUS)         | 46è              |
| 155              | Callum Scotson (AUS)          | NP               |
| 156              | Amund Grøndahl Jansen (NOR)   | 15è              |
| 157              | Christopher Juul-Jensen (DEN) | 82è              |

| Team DSM DSM | Team DSM DSM               | Team DSM DSM |
| ------------ | -------------------------- | ------------ |
| Núm          | Ciclista                   | Pos          |
| 161          | Søren Kragh Andersen (DEN) | 28è          |
| 162          | Tiesj Benoot (BEL)         | 21è          |
| 163          | Marco Brenner (GER)        | NP           |
| 164          | Casper Pedersen (DEN)      | 89è          |
| 165          | Nils Eekhoff (NED)         | 43è          |
| 166          | Max Kanter (GER)           | DNF          |
| 167          | Andreas Leknessund (NOR)   | 91è          |

| Alpecin-Fenix AFC | Alpecin-Fenix AFC                 | Alpecin-Fenix AFC |
| ----------------- | --------------------------------- | ----------------- |
| Núm               | Ciclista                          | Pos               |
| 171               | Mathieu van der Poel (NED) (ruta) | 12è               |
| 172               | Jonas Rickaert (BEL)              | 62è               |
| 173               | Silvan Dillier (SUI)              | DNF               |
| 174               | Edward Planckaert (BEL)           | 104è              |
| 175               | Oscar Riesebeek (NED)             | 84è               |
| 176               | Lionel Taminiaux (BEL)            | DNF               |
| 177               | Tim Merlier (BEL)                 | 38è               |

| Arkéa-Samsic ARK | Arkéa-Samsic ARK    | Arkéa-Samsic ARK |
| ---------------- | ------------------- | ---------------- |
| Núm              | Ciclista            | Pos              |
| 181              | Thomas Boudat (FRA) | 75è              |
| 182              | Amaury Capiot (BEL) | 41è              |
| 183              | Markus Pajur (EST)  | DNF              |
| 184              | Daniel McLay (GBR)  | 51è              |
| 185              | Clément Russo (FRA) | DNF              |
| 186              | Connor Swift (GBR)  | DNF              |
| 187              | Bram Welten (NED)   | 103è             |

| Vini Zabù THR | Vini Zabù THR           | Vini Zabù THR |
| ------------- | ----------------------- | ------------- |
| Núm           | Ciclista                | Pos           |
| 191           | Jakub Mareczko (ITA)    | DNF           |
| 192           | Kamil Gradek (POL)      | 57è           |
| 193           | Joab Schneiter (SUI)    | DNF           |
| 194           | Marco Frapporti (ITA)   | DNF           |
| 195           | Etienne van Empel (NED) | 99è           |
| 196           | Mattia Bevilacqua (ITA) | DNF           |
| 197           | Davide Orrico (ITA)     | DNF           |

| Uno-X Pro Cycling Team UXT | Uno-X Pro Cycling Team UXT    | Uno-X Pro Cycling Team UXT |
| -------------------------- | ----------------------------- | -------------------------- |
| Núm                        | Ciclista                      | Pos                        |
| 201                        | Søren Wærenskjold (NOR)       | DNF                        |
| 202                        | Markus Hoelgaard (NOR)        | 14è                        |
| 203                        | Rasmus Tiller (NOR)           | 93è                        |
| 204                        | Erik Nordsæter Resell (NOR)   | 10è                        |
| 205                        | Jonas Iversby Hvideberg (NOR) | 18è                        |
| 206                        | Kristoffer Halvorsen (NOR)    | 48è                        |
| 207                        | Anders Skaarseth (NOR)        | 94è                        |

| Total Direct Énergie TDE | Total Direct Énergie TDE   | Total Direct Énergie TDE |
| ------------------------ | -------------------------- | ------------------------ |
| Núm                      | Ciclista                   | Pos                      |
| 211                      | Edvald Boasson Hagen (NOR) | DNF                      |
| 212                      | Leonardo Bonifazio (ITA)   | DNF                      |
| 213                      | Lorrenzo Manzin (FRA)      | 76è                      |
| 214                      | Geoffrey Soupe (FRA)       | DNF                      |
| 215                      | Niki Terpstra (NED)        | DNF                      |
| 216                      | Anthony Turgis (FRA)       | 2n                       |
| 217                      | Dries Van Gestel (BEL)     | DNF                      |

| Bingoal-WB BWB | Bingoal-WB BWB                     | Bingoal-WB BWB |
| -------------- | ---------------------------------- | -------------- |
| Núm            | Ciclista                           | Pos            |
| 221            | Stanisław Aniołkowski (POL) (ruta) | 85è            |
| 222            | Joel Suter (SUI)                   | DNF            |
| 223            | Timothy Dupont (BEL)               | 107è           |
| 224            | Arjen Livyns (BEL)                 | 19è            |
| 225            | Tom Paquot (BEL)                   | 24è            |
| 226            | Laurenz Rex (BEL)                  | 96è            |
| 227            | Boris Vallée (BEL)                 | 108è           |

| Sport Vlaanderen-Baloise SVB | Sport Vlaanderen-Baloise SVB | Sport Vlaanderen-Baloise SVB |
| ---------------------------- | ---------------------------- | ---------------------------- |
| Núm                          | Ciclista                     | Pos                          |
| 231                          | Lindsay De Vylder (BEL)      | 47è                          |
| 232                          | Gilles De Wilde (BEL)        | DNF                          |
| 233                          | Arne Marit (BEL)             | 102è                         |
| 234                          | Jens Reynders (BEL)          | DNF                          |
| 235                          | Fabio Van den Bossche (BEL)  | DNF                          |
| 236                          | Ward Vanhoof (BEL)           | 101è                         |
| 237                          | Sasha Weemaes (BEL)          | DNF                          |

| B&B Hotels p/b KTM BBK | B&B Hotels p/b KTM BBK    | B&B Hotels p/b KTM BBK |
| ---------------------- | ------------------------- | ---------------------- |
| Núm                    | Ciclista                  | Pos                    |
| 241                    | Bryan Coquard (FRA)       | 70è                    |
| 242                    | Bert De Backer (BEL)      | DNF                    |
| 243                    | Jens Debusschere (BEL)    | DNF                    |
| 244                    | Jérémy Lecroq (FRA)       | DNF                    |
| 245                    | Cyril Lemoine (FRA)       | 80è                    |
| 246                    | Julien Morice (FRA)       | 110è                   |
| 247                    | Jonas Van Genechten (BEL) | 112è                   |

| Deceuninck-Quick Step DQT | Deceuninck-Quick Step DQT   | Deceuninck-Quick Step DQT |
| ------------------------- | --------------------------- | ------------------------- |
| Núm                       | Ciclista                    | Pos                       |
| 1                         | Kasper Asgreen (DEN) (ruta) | 34è                       |
| 2                         | Álvaro Hodeg Chagui (COL)   | 97è                       |
| 3                         | Stijn Steels (BEL)          | 54è                       |
| 4                         | Yves Lampaert (BEL)         | 67è                       |
| 5                         | Jannik Steimle (GER)        | 56è                       |
| 6                         | Zdeněk Štybar (CZE)         | 98è                       |
| 7                         | Bert Van Lerberghe (BEL)    | 9è                        |

| Trek-Segafredo TFS | Trek-Segafredo TFS   | Trek-Segafredo TFS |
| ------------------ | -------------------- | ------------------ |
| Núm                | Ciclista             | Pos                |
| 11                 | Jasper Stuyven (BEL) | 22è                |
| 12                 | Mads Pedersen (DEN)  | 1r                 |
| 13                 | Alex Kirsch (LUX)    | DNF                |
| 14                 | Jakob Egholm (DEN)   | DNF                |
| 16                 | Edward Theuns (BEL)  | 71è                |
| 17                 | Ryan Mullen (IRL)    | DNF                |

| AG2R Citroën Team ACT | AG2R Citroën Team ACT   | AG2R Citroën Team ACT |
| --------------------- | ----------------------- | --------------------- |
| Núm                   | Ciclista                | Pos                   |
| 21                    | Greg Van Avermaet (BEL) | 8è                    |
| 22                    | Oliver Naesen (BEL)     | 16è                   |
| 23                    | Julien Duval (FRA)      | DNF                   |
| 24                    | Lawrence Naesen (BEL)   | DNF                   |
| 25                    | Marc Sarreau (FRA)      | DNF                   |
| 26                    | Anthony Jullien (FRA)   | 72è                   |
| 27                    | Gijs Van Hoecke (BEL)   | 92è                   |

| Bora-Hansgrohe BOH | Bora-Hansgrohe BOH      | Bora-Hansgrohe BOH |
| ------------------ | ----------------------- | ------------------ |
| Núm                | Ciclista                | Pos                |
| 31                 | Maciej Bodnar (POL)     | 31è                |
| 32                 | Ide Schelling (NED)     | 11è                |
| 33                 | Patrick Gamper (AUT)    | 33è                |
| 34                 | Jordi Meeus (BEL)       | 81è                |
| 35                 | Daniel Oss (ITA)        | 65è                |
| 36                 | Lukas Pöstlberger (AUT) | 106è               |
| 37                 | Nils Politt (GER)       | 7è                 |

| Ineos Grenadiers IGD | Ineos Grenadiers IGD         | Ineos Grenadiers IGD |
| -------------------- | ---------------------------- | -------------------- |
| Núm                  | Ciclista                     | Pos                  |
| 41                   | Leonardo Basso (ITA)         | DNF                  |
| 42                   | Owain Doull (GBR)            | 86è                  |
| 43                   | Ethan Hayter (GBR)           | DNF                  |
| 44                   | Gianni Moscon (ITA)          | DNF                  |
| 45                   | Jhonatan Narváez Prado (ECU) | 29è                  |
| 46                   | Thomas Pidcock (GBR)         | 3r                   |
| 47                   | Michał Gołaś (POL)           | DNF                  |

| Lotto-Soudal LTS | Lotto-Soudal LTS         | Lotto-Soudal LTS |
| ---------------- | ------------------------ | ---------------- |
| Núm              | Ciclista                 | Pos              |
| 51               | John Degenkolb (GER)     | 17è              |
| 52               | Tim Wellens (BEL)        | 74è              |
| 53               | Florian Vermeersch (BEL) | DNF              |
| 54               | Frederik Frison (BEL)    | 25è              |
| 55               | Gerben Thijssen (BEL)    | DNF              |
| 56               | Andreas Kron (DEN)       | DNF              |
| 57               | Stefano Oldani (ITA)     | DNF              |

| Israel Start-Up Nation ISN | Israel Start-Up Nation ISN | Israel Start-Up Nation ISN |
| -------------------------- | -------------------------- | -------------------------- |
| Núm                        | Ciclista                   | Pos                        |
| 61                         | Rudy Barbier (FRA)         | 42è                        |
| 62                         | Jenthe Biermans (BEL)      | 5è                         |
| 63                         | Guillaume Boivin (CAN)     | 63è                        |
| 64                         | Sep Vanmarcke (BEL)        | DNF                        |
| 65                         | Hugo Hofstetter (FRA)      | 60è                        |
| 66                         | Mads Würtz Schmidt (DEN)   | DNF                        |
| 67                         | Tom Van Asbroeck (BEL)     | 49è                        |

| Groupama-FDJ GFC | Groupama-FDJ GFC           | Groupama-FDJ GFC |
| ---------------- | -------------------------- | ---------------- |
| Núm              | Ciclista                   | Pos              |
| 71               | Arnaud Démare (FRA) (ruta) | 37è              |
| 72               | Kevin Geniets (LUX) (ruta) | 90è              |
| 73               | Stefan Küng (SUI) (ruta)   | 20è              |
| 74               | Miles Scotson (AUS)        | 77è              |
| 75               | Fabian Lienhard (SUI)      | 111è             |
| 76               | Tobias Ludvigsson (SWE)    | DNF              |
| 77               | Ramon Sinkeldam (NED)      | 55è              |

| UAE Team Emirates UAD | UAE Team Emirates UAD          | UAE Team Emirates UAD |
| --------------------- | ------------------------------ | --------------------- |
| Núm                   | Ciclista                       | Pos                   |
| 81                    | Alexander Kristoff (NOR)       | 40è                   |
| 82                    | Sven Erik Bystrøm (NOR) (ruta) | 105è                  |
| 83                    | Ryan Gibbons (RSA) (ruta)      | 83è                   |
| 84                    | Marco Marcato (ITA)            | 95è                   |
| 85                    | Vegard Stake Laengen (NOR)     | 61è                   |
| 86                    | Oliviero Troia (ITA)           | DNF                   |
| 87                    | Matteo Trentin (ITA)           | 4t                    |

| EF Education-Nippo EFN | EF Education-Nippo EFN    | EF Education-Nippo EFN |
| ---------------------- | ------------------------- | ---------------------- |
| Núm                    | Ciclista                  | Pos                    |
| 91                     | Moreno Hofland (NED)      | DNF                    |
| 92                     | Jens Keukeleire (BEL)     | 53è                    |
| 93                     | Sebastian Langeveld (NED) | 68è                    |
| 94                     | Jonas Rutsch (GER)        | DNF                    |
| 95                     | Thomas Scully (NZL)       | DNF                    |
| 96                     | Mitchell Docker (AUS)     | DNF                    |
| 97                     | Julius van den Berg (NED) | 109è                   |

| Intermarché-Wanty-Gobert Matériaux IWG | Intermarché-Wanty-Gobert Matériaux IWG | Intermarché-Wanty-Gobert Matériaux IWG |
| -------------------------------------- | -------------------------------------- | -------------------------------------- |
| Núm                                    | Ciclista                               | Pos                                    |
| 101                                    | Ludwig De Winter (BEL)                 | 114è                                   |
| 102                                    | Tom Devriendt (BEL)                    | DNF                                    |
| 103                                    | Taco van der Hoorn (NED)               | 69è                                    |
| 104                                    | Andrea Pasqualon (ITA)                 | 78è                                    |
| 105                                    | Boy van Poppel (NED)                   | DNF                                    |
| 106                                    | Danny van Poppel (NED)                 | 39è                                    |
| 107                                    | Pieter Vanspeybrouck (BEL)             | DNF                                    |

| Qhubeka Assos TQA | Qhubeka Assos TQA           | Qhubeka Assos TQA |
| ----------------- | --------------------------- | ----------------- |
| Núm               | Ciclista                    | Pos               |
| 111               | Sander Armée (BEL)          | 113è              |
| 112               | Victor Campenaerts (BEL)    | 66è               |
| 113               | Dimitri Claeys (BEL)        | 13è               |
| 114               | Michael Gogl (AUT)          | 27è               |
| 115               | Carlos Barbero Cuesta (ESP) | 45è               |
| 116               | Andreas Stokbro (DEN)       | 88è               |
| 117               | Łukasz Wiśniowski (POL)     | 23è               |

| Bahrain Victorious TBV | Bahrain Victorious TBV  | Bahrain Victorious TBV |
| ---------------------- | ----------------------- | ---------------------- |
| Núm                    | Ciclista                | Pos                    |
| 121                    | Sonny Colbrelli (ITA)   | 6è                     |
| 122                    | Mark Padun (UKR)        | 64è                    |
| 123                    | Marco Haller (AUT)      | 35è                    |
| 124                    | Heinrich Haussler (AUS) | 32è                    |
| 125                    | Marcel Sieberg (GER)    | DNF                    |
| 126                    | Dylan Teuns (BEL)       | 30è                    |
| 127                    | Stephen Williams (GBR)  | DNF                    |

| Cofidis COF | Cofidis COF               | Cofidis COF |
| ----------- | ------------------------- | ----------- |
| Núm         | Ciclista                  | Pos         |
| 131         | Christophe Laporte (FRA)  | DNF         |
| 132         | Piet Allegaert (BEL)      | 44è         |
| 133         | Tom Bohli (SUI)           | 100è        |
| 134         | Jean-Pierre Drucker (LUX) | 59è         |
| 135         | Szymon Sajnok (POL)       | DNF         |
| 136         | André Carvalho (POR)      | DNF         |
| 137         | Jelle Wallays (BEL)       | 73è         |

| Astana-Premier Tech APT | Astana-Premier Tech APT       | Astana-Premier Tech APT |
| ----------------------- | ----------------------------- | ----------------------- |
| Núm                     | Ciclista                      | Pos                     |
| 141                     | Alexander Aranburu Deba (ESP) | 50è                     |
| 142                     | Manuele Boaro (ITA)           | DNF                     |
| 143                     | Artiom Zakhàrov (KAZ)         | 26è                     |
| 144                     | Fabio Felline (ITA)           | 58è                     |
| 145                     | Gorka Izagirre Insausti (ESP) | 52è                     |
| 146                     | Davide Martinelli (ITA)       | DNF                     |
| 147                     | Benjamin Perry (CAN)          | 87è                     |

| BikeExchange BEX | BikeExchange BEX              | BikeExchange BEX |
| ---------------- | ----------------------------- | ---------------- |
| Núm              | Ciclista                      | Pos              |
| 151              | Luke Durbridge (AUS)          | 36è              |
| 152              | Alexander Edmondson (AUS)     | 79è              |
| 153              | Dion Smith (NZL)              | DNF              |
| 154              | Robert Stannard (AUS)         | 46è              |
| 155              | Callum Scotson (AUS)          | NP               |
| 156              | Amund Grøndahl Jansen (NOR)   | 15è              |
| 157              | Christopher Juul-Jensen (DEN) | 82è              |

| Team DSM DSM | Team DSM DSM               | Team DSM DSM |
| ------------ | -------------------------- | ------------ |
| Núm          | Ciclista                   | Pos          |
| 161          | Søren Kragh Andersen (DEN) | 28è          |
| 162          | Tiesj Benoot (BEL)         | 21è          |
| 163          | Marco Brenner (GER)        | NP           |
| 164          | Casper Pedersen (DEN)      | 89è          |
| 165          | Nils Eekhoff (NED)         | 43è          |
| 166          | Max Kanter (GER)           | DNF          |
| 167          | Andreas Leknessund (NOR)   | 91è          |

| Alpecin-Fenix AFC | Alpecin-Fenix AFC                 | Alpecin-Fenix AFC |
| ----------------- | --------------------------------- | ----------------- |
| Núm               | Ciclista                          | Pos               |
| 171               | Mathieu van der Poel (NED) (ruta) | 12è               |
| 172               | Jonas Rickaert (BEL)              | 62è               |
| 173               | Silvan Dillier (SUI)              | DNF               |
| 174               | Edward Planckaert (BEL)           | 104è              |
| 175               | Oscar Riesebeek (NED)             | 84è               |
| 176               | Lionel Taminiaux (BEL)            | DNF               |
| 177               | Tim Merlier (BEL)                 | 38è               |

| Arkéa-Samsic ARK | Arkéa-Samsic ARK    | Arkéa-Samsic ARK |
| ---------------- | ------------------- | ---------------- |
| Núm              | Ciclista            | Pos              |
| 181              | Thomas Boudat (FRA) | 75è              |
| 182              | Amaury Capiot (BEL) | 41è              |
| 183              | Markus Pajur (EST)  | DNF              |
| 184              | Daniel McLay (GBR)  | 51è              |
| 185              | Clément Russo (FRA) | DNF              |
| 186              | Connor Swift (GBR)  | DNF              |
| 187              | Bram Welten (NED)   | 103è             |

| Vini Zabù THR | Vini Zabù THR           | Vini Zabù THR |
| ------------- | ----------------------- | ------------- |
| Núm           | Ciclista                | Pos           |
| 191           | Jakub Mareczko (ITA)    | DNF           |
| 192           | Kamil Gradek (POL)      | 57è           |
| 193           | Joab Schneiter (SUI)    | DNF           |
| 194           | Marco Frapporti (ITA)   | DNF           |
| 195           | Etienne van Empel (NED) | 99è           |
| 196           | Mattia Bevilacqua (ITA) | DNF           |
| 197           | Davide Orrico (ITA)     | DNF           |

| Uno-X Pro Cycling Team UXT | Uno-X Pro Cycling Team UXT    | Uno-X Pro Cycling Team UXT |
| -------------------------- | ----------------------------- | -------------------------- |
| Núm                        | Ciclista                      | Pos                        |
| 201                        | Søren Wærenskjold (NOR)       | DNF                        |
| 202                        | Markus Hoelgaard (NOR)        | 14è                        |
| 203                        | Rasmus Tiller (NOR)           | 93è                        |
| 204                        | Erik Nordsæter Resell (NOR)   | 10è                        |
| 205                        | Jonas Iversby Hvideberg (NOR) | 18è                        |
| 206                        | Kristoffer Halvorsen (NOR)    | 48è                        |
| 207                        | Anders Skaarseth (NOR)        | 94è                        |

| Total Direct Énergie TDE | Total Direct Énergie TDE   | Total Direct Énergie TDE |
| ------------------------ | -------------------------- | ------------------------ |
| Núm                      | Ciclista                   | Pos                      |
| 211                      | Edvald Boasson Hagen (NOR) | DNF                      |
| 212                      | Leonardo Bonifazio (ITA)   | DNF                      |
| 213                      | Lorrenzo Manzin (FRA)      | 76è                      |
| 214                      | Geoffrey Soupe (FRA)       | DNF                      |
| 215                      | Niki Terpstra (NED)        | DNF                      |
| 216                      | Anthony Turgis (FRA)       | 2n                       |
| 217                      | Dries Van Gestel (BEL)     | DNF                      |

| Bingoal-WB BWB | Bingoal-WB BWB                     | Bingoal-WB BWB |
| -------------- | ---------------------------------- | -------------- |
| Núm            | Ciclista                           | Pos            |
| 221            | Stanisław Aniołkowski (POL) (ruta) | 85è            |
| 222            | Joel Suter (SUI)                   | DNF            |
| 223            | Timothy Dupont (BEL)               | 107è           |
| 224            | Arjen Livyns (BEL)                 | 19è            |
| 225            | Tom Paquot (BEL)                   | 24è            |
| 226            | Laurenz Rex (BEL)                  | 96è            |
| 227            | Boris Vallée (BEL)                 | 108è           |

| Sport Vlaanderen-Baloise SVB | Sport Vlaanderen-Baloise SVB | Sport Vlaanderen-Baloise SVB |
| ---------------------------- | ---------------------------- | ---------------------------- |
| Núm                          | Ciclista                     | Pos                          |
| 231                          | Lindsay De Vylder (BEL)      | 47è                          |
| 232                          | Gilles De Wilde (BEL)        | DNF                          |
| 233                          | Arne Marit (BEL)             | 102è                         |
| 234                          | Jens Reynders (BEL)          | DNF                          |
| 235                          | Fabio Van den Bossche (BEL)  | DNF                          |
| 236                          | Ward Vanhoof (BEL)           | 101è                         |
| 237                          | Sasha Weemaes (BEL)          | DNF                          |

| B&B Hotels p/b KTM BBK | B&B Hotels p/b KTM BBK    | B&B Hotels p/b KTM BBK |
| ---------------------- | ------------------------- | ---------------------- |
| Núm                    | Ciclista                  | Pos                    |
| 241                    | Bryan Coquard (FRA)       | 70è                    |
| 242                    | Bert De Backer (BEL)      | DNF                    |
| 243                    | Jens Debusschere (BEL)    | DNF                    |
| 244                    | Jérémy Lecroq (FRA)       | DNF                    |
| 245                    | Cyril Lemoine (FRA)       | 80è                    |
| 246                    | Julien Morice (FRA)       | 110è                   |
| 247                    | Jonas Van Genechten (BEL) | 112è                   |